# Noindex
noindex是網頁HTMLMeta元素上robots的content的一個值，网络机器人看到Noindex後不會对网页进行索引，搜索引擎上因此不會出現標有noindex的網頁。網頁開發者不希望索引的原因包括網頁正在開發、網頁所有者希望網頁保持私密性等原因。